# کرسپینو
کرسپینو (به ایتالیایی: Crespino) یک کومونه در ایتالیا است که در استان روویگو واقع شده‌است.

## خصوصیات
کرسپینو ۳۱٫۹ کیلومترمربع مساحت و ۲٬۱۱۱ نفر جمعیت دارد.